# Froan naturreservat og landskapsvernområde
Froan naturreservat og landskapsvernområde ligger i øgruppen Froan i Frøya kommune i Trøndelag fylke i Norge, og er det største sammenhængende havområde som er fredet som naturreservat i Norge; Området har status som ramsarområde.
Reservatet omfatter de beboede øer Sørburøy og Sauøy. Froan naturreservat og landskapsvernområde blev oprettet i 1979 og omfatter et naturreservat på 400 km² fra Vingleia fyr i sydvest til Halten i nordøst og et 80 km² område sydøst for naturreservatet fredet som landskapsvernområde. Området har et rigt fugleliv med et lavt antal ynglende arter, omkring 50, men med et enormt antal af hver art. Med et par tusind ynglende skarver huser Froan 10 procent af bestanden i Norge. Området er desuden kærneområde for sælarten Gråsæl. Der er begrænsninger i den frie færdsel på land i enkelte tider af året.

## Ekstern henvisning
- Mere om Froan Arkiveret 2. juli 2007 hos  Wayback Machine

64°02′N 9°00′Ø / 64.03°N 9°Ø